# Palasa
Palasa là một thị xã và là một nagar panchayat của quận Srikakulam thuộc bang Andhra Pradesh, Ấn Độ.

## Nhân khẩu
Theo điều tra dân số năm 2001 của Ấn Độ, Palasa có dân số 49.987 người. Phái nam chiếm 49% tổng số dân và phái nữ chiếm 51%. Palasa @ Kasibugga có tỷ lệ 62% biết đọc biết viết, cao hơn tỷ lệ trung bình toàn quốc là 59,5%: tỷ lệ cho phái nam là 71%, và tỷ lệ cho phái nữ là 52%. Tại Palasa @ Kasibugga, 12% dân số nhỏ hơn 6 tuổi.